# Vuoggatjålmjaure
Vuoggatjålmjaure (eller Vuoggatjålmjávrre) är en sjö utanför Vuoggatjålme i Arjeplogs kommun i Lappland som ingår i Skellefteälvens huvudavrinningsområde. Sjön har en area på 7,18 kvadratkilometer och ligger 478,1 meter över havet. Sjön avvattnas av vattendraget Skellefteälven.
Vuoggatjålmejaure ligger nästan mitt på polcirkeln.

## Delavrinningsområde
Vuoggatjålmjaure ingår i delavrinningsområde (738735-152342) som SMHI kallar för Utloppet av Vuoggatjålmjaure. Medelhöjden är 554 meter över havet och ytan är 27,46 kvadratkilometer. Räknas de 37 avrinningsområdena uppströms in blir den ackumulerade arean 651,27 kvadratkilometer. Avrinningsområdets utflöde Skellefteälven mynnar i havet. Avrinningsområdet består mestadels av skog (59 procent). Avrinningsområdet har 7,33 kvadratkilometer vattenytor vilket ger det en sjöprocent på 26,7 procent.